# 루퍼츠랜드
루퍼츠랜드, 또는 프린스루퍼츠랜드는 1670년부터 1870년까지 200년간 허드슨 베이 회사가 독점적으로 운영하던 영토로 허드슨만 유역으로 구성된 영국령 북아메리카의 영토였다. 루퍼츠랜드라고 알려진 지역은 지금의 캐나다의 주요 지역이지만, 일부분은 미국 영토이기도 하다. 이 지역의 이름은 찰스 1세의 조카이자 허드슨 베이 회사의 첫 총독이었던 라인 공자 루퍼트의 이름을 따서 만들어졌다. 1821년 12월 허드슨 베이 회사는 루퍼츠랜드에서 태평양 연안까지 사업권을 확장시켰다.
루퍼츠랜드가 포함하는 지역은 오늘날 캐나다의 매니토바주 전체, 서스캐처원주 대부분, 앨버타주 남부, 누나부트 준주 남부. 그리고 온타리오주와 퀘벡주의 북부 지역을 포함한다. 이 지역은 또한 미국의 미네소타주와 노스다코타주의 일부와 몬태나주와 사우스다코타주의 아주 작은 지역을 구성하던 다코타 준주도 포함한다. 미시시피주에서 서스캐처원의 본류 사이의 우즈호 서쪽에서 로키산맥에 이르는 미국-루퍼츠랜드의 국경은 1818년 조약이 체결된 이후 북위 49도선으로 결정되었다.

## 모피 교역

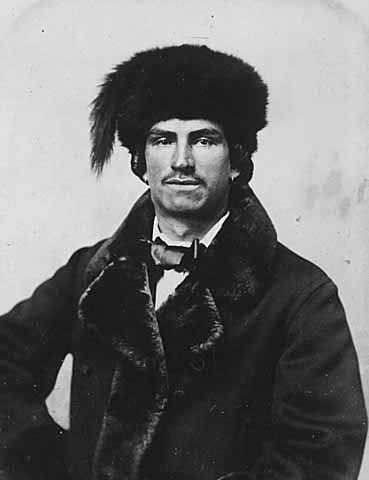
1870년경 메티스.

1670년 허드슨 베이 회사가 창립되었을 때, 찰스 2세는 허드슨만으로 흘러드는 모든 강과 지류를 포함한 유역 전체의 교역 독점권을 회사에 주었다. 이 지역은 이후 찰스 2세의 사촌이자 허드슨 베이 회사의 첫 총독이었던 라인 공자 루퍼트의 이름을 따 루퍼츠랜드로 알려지게 되었다. 이 지역은 캐나다 전체 지역의 3분의 1 정도인 390만km2의 넓이였다.
허드슨 베이 회사는 루퍼츠랜드의 교역을 18세기부터 19세기까지 지배했으며, 고용인들을 위해 지역 주민들에 의존해야 했다. 이것은 필수적으로 지역 원주민과 메티스 노동자들이 많이 고용되었음을 의미했다. 회사의 가장 유명한 관리자 중 한 명이었던 조지 심슨은 이들 노동자들이 우체국장보다 높은 직위를 얻지 못하도록 막았으며, 혼혈 노동자들을 좋지 않은 시선으로 보았다. 이후 관리자들이었던 제임스 앤더슨이나 도널드 로스는 원주민 고용자들의 처우 개선을 위해 노력했다.
오늘날 위니페그 지역은 허드슨 베이 회사와 개인 교역자들로 분할된 모피 교역의 중심지였으며, 허드슨 베이 회사의 경쟁자였던 노스웨스트 회사가 가끔씩 유입되기도 했다. 이후 어퍼캐나다에서 이 지역을 통합하려는 정치적, 사업적인 요구가 거세게 일어났다. 런던에서 회사의 교역권은 재검토될 예정이었다. 한편 세인트폴은 미국이 영토 확장을 위해 관심을 가지고 있었던 지역이었다. 1857년 경제적 불황으로 인해 영토에 대한 외부의 관심은 급격히 줄어들었지만, 지역 자체는 여전히 번영하고 있었다.

## 법
1835년 이전까지 허드슨 베이 회사는 루퍼츠랜드에 공식적인 법적 제도를 가지고 있지 않았으며 즉석에서 마련된 의회를 만들었다. 허드슨 베이 회사의 17세기 및 18세기 법은 루퍼츠랜드 내의 여러 고용주들의 관계를 규제하고 원주민들과 연락하는 규칙을 마련하는 규제였었다. 1670년 헌장은 루퍼츠랜드의 회사 소유를 인정하고 있었는데, 이 헌장은 루퍼츠랜드의 재판은 총독과 3명의 자문관이 실시한다고 되어 있었다. 19세기 이전까지 오직 3차례의 재판만 있었으며, 그 중 하나는 매우 상세히 기록된 요크 공장에서 있었던 토마스 벌터에 대한 1715년 재판이었다. 토마스 벌터는 원주민 여성을 절도, 명예훼손, 간음한 죄로 재판을 받았다. 19세기 초 허드슨 베이 회사는 모피 무역의 관할을 두고 몬트리올에 본부를 둔 노스웨스트 회사와 폭력적 분쟁을 벌였으며, 이것이 누적되어 1816년 세븐오크스 학살이 일어났다. 캐나다 하원은 이에 대해 조사단을 파견해 1821년 캐나다 제2관할법을 제정했으며, 이를 통해 허드슨 베이 회사에 루퍼츠랜드의 평화를 위한 사법제도를 설립할 것을 명령했다. 법원을 수립하는 대신 회사는 총독과 아시니보야 의회에게 떠오르는 분쟁들을 중재해줄 것을 지시했다.
1839년 허드슨 베이 회사는 루퍼츠랜드 전역에 걸친 공식적인 사법제도를 제공할 필요가 있음을 확신하고 레드리버 식민지에 법원을 설립했다. 법원의 기록관 겸 법원장은 지역 조직자, 고문관, 치안 판사, 의원의 역할을 맡았고 루퍼츠랜드의 재판제도를 합리화하고 공식화하는 임무를 맡았다. 최초의 기록관은 아담 톰으로 그는 1854년까지 이 직책을 맡았다. 이후 1862년부터 1870년까지는 존 블랙이 법원장이 되었다.
캐나다 정부가 루퍼츠랜드를 구입한 이후, 법 제도는 북서기마경찰이 맡게 되었다.

## 같이 보기
- 북위 49도